# Jaipurhat (Distrikt)

Lage von Jaipurhat in Bangladesch

Jaipurhat (bengalisch: জয়পুরহাট), auch Joypurhat, ist ein Distrikt in Rajshahi. Die im Hauptstadt des Distrikts bildet die gleichnamige Stadt Jaipurhat. Die Gesamtfläche des Distrikts beträgt 965 km². Der Distrikt setzt sich aus 5 Upazilas zusammen. Jaipurhat war früher eine Unterteilung von Bogra. Sie wurde 1982 zu einem Distrikt aufgewertet.
Jaipurhat wird im Norden von Dinajpur, im Osten von Gaibandha und Bogra, im Süden von Bogra und Naogaon und im Westen von Naogaon und Indien begrenzt. Der Distrikt hat 913.768 Einwohner (Volkszählung 2011). Die Alphabetisierungsrate liegt bei 57,5 % der Bevölkerung. 89,7 % der Bevölkerung sind Muslime, 8,8 % sind Hindus und 1,5 % sind Christen, Buddhisten oder sonstige.
Das Klima ist tropisch und das ganze Jahr über warm. Die jährliche Durchschnittstemperatur dieses Distrikts variiert von maximal 34,7 Grad Celsius bis minimal 11,9 Grad. Die jährliche Niederschlagsmenge beträgt 1610 mm (2011) und die Luftfeuchtigkeit ist ganzjährig hoch.
Die Wirtschaft des Distrikts ist vorwiegend von der Landwirtschaft geprägt. Laut der Volkszählung von 2011 arbeiten 69,3 % der Arbeitskräfte in der Landwirtschaft, 26,6 % im Dienstleistungssektor (meist in informellen Verhältnissen) und 4,2 % in der Industrie.